# Zhong Weijun
Zhong Weijun (仲为君S, Zhòng WèijūnP; Yantai, 20 aprile 1989) è un pallavolista cinese.
Gioca nel ruolo di schiacciatore nello Bayi Nanzi Paiqiu Dui.

## Carriera
La carriera di Zhong Weijun inizia nel 2003, quando entra a far parte del settore giovanile del Bayi Nanzi Paiqiu Dui, dove gioca per un biennio, prima di essere promosso in prima squadra, debuttando in Chinese Volleyball League nella stagione 2005-06, terminata al terzo posto; nel 2007 riceve le prime convocazioni nella nazionale cinese, con la quale un anno dopo vince la medaglia di bronzo alla Coppa asiatica 2008.
Nel campionato 2009-10 raggiunge per la prima volta le finali scudetto, mentre in estate con la nazionale si aggiudica la medaglia d'argento alla Coppa asiatica 2010; dopo il terzo posto nel campionato successivo, vince un altro argento al campionato asiatico e oceaniano 2011.
Dopo un'altra finale scudetto persa nel campionato 2011-12, con la nazionale vince la medaglia d'oro alla Coppa asiatica 2012, venendo inoltre premiato come miglior attaccante del torneo; nel campionato seguente perde l'ennesima finale, rifacendosi in estate con la nazionale, conquistando la medaglia di bronzo al campionato asiatico e oceaniano, dove riceve i riconoscimenti di miglior realizzatore e miglior servizio del torneo.
Nonostante il quarto posto col Bayi nella stagione 2013-14, viene comunque premiato come miglior schiacciatore del campionato.

## Palmarès

### Nazionale (competizioni minori)
- Coppa asiatica 2008
- Coppa asiatica 2010
- Coppa asiatica 2012

### Premi individuali
- 2012 - Coppa asiatica: Miglior attaccante
- 2013 - Campionato asiatico e oceaniano: Miglior realizzatore
- 2013 - Campionato asiatico e oceaniano: Miglior servizio
- 2014 - Volleyball League A: Miglior schiacciatore